# SとM
『SとM』（エスとエム）は、村生ミオによる日本の漫画。『週刊漫画ゴラク』（日本文芸社）にて連載された。

## 概要
『週刊漫画ゴラク』にて2005年より連載開始、2012年10月26日号まで連載された。発行部数100万部を超えるヒット作となる。2010年3月13日に映画になった。2016年から2017年には設定を一新した新シリーズ『SとM エクスタシー』を『漫画ゴラクスペシャル』にて連載した。2017年から2020年には再び誠を軸にした【第2章】を『漫画ゴラクスペシャル』にて連載した。

## 登場人物
誠
おでこにほくろがある。「ま」っすぐで「ま」じめな性格、通称M男。
沙耶
早織の娘。母を精神的に殺した誠への復讐心に燃える。
早織
「す」きもの「さ」せ子からＳ子というあだ名がつけられた。誠の同級生。誠が好きだったが、告白できずにいた。
佐和子
誠の妻。グラマーな肢体を持つ。夫を愛しているが、夫の他の女性に対する気遣い、優柔不断さとも思しきやさしさに疑念をいだく。
静江
沙耶のいとこ。沙耶が父（ひまわり）を誘惑し家庭を崩壊に導いたと思い、沙耶への復讐を誓う。
ひまわり
静江の父。母親を亡くした沙耶を引き取ったが、沙耶に性的虐待を加える。沙耶に対して異常な執着心を持っており、成人した沙耶を拉致監禁する。また佐和子とインターネットを介して知り合う。通称「ガスマスク男爵」。

## 単行本
※『…』内は単行本の副題。
1. 『後悔しない男 後悔させる女』 2005年10月19日発売 ISBN 978-4537104479
2. 『S子の日記 M男への手紙』 2006年2月16日発売 ISBN 978-4537104790
3. 『10年目のハネムーン』 2006年5月19日発売 ISBN 978-4537105001
4. 『秘められた関係』 2006年8月18日発売 ISBN 978-4537105216
5. 『暗黒からの脱出』 2006年11月9日発売 ISBN 978-4537105483
6. 『愛が試される刻（とき）』 2007年3月19日発売 ISBN 978-4537106176
7. 『怪物（モンスター）』 2007年6月7日発売 ISBN 978-4537106503
8. 『一夜妻』 2007年9月20日発売 ISBN 978-4537107050
9. 『決戦』 2007年12月19日発売 ISBN 978-4537107586
10. 『復讐の形』 2008年3月19日発売 ISBN 978-4537108033
11. 『夜明け』 2008年6月19日発売 ISBN 978-4537108385
12. 『鬼畜』 2008年9月27日発売 ISBN 978-4537108750
13. 『失踪』 2009年2月19日発売 ISBN 978-4537109320
14. 『弄ばれる肉体』 2009年6月19日発売 ISBN 978-4537109719
15. 『人妻狩り』 2009年9月18日発売 ISBN 978-4537124927
16. 『蹂躙』 2009年12月18日発売 ISBN 978-4537125429
17. 『奴隷志願』 2010年3月20日発売 ISBN 978-4537125740
18. 『Sの痴態』 2010年7月9日発売 ISBN 978-4537126167
19. 『肌の記憶』 2010年10月18日発売 ISBN 978-4537126525
20. 『愛してる』 2011年1月8日発売 ISBN 978-4537127065
21. 『浄化』 2011年4月18日発売 ISBN 978-4537127348
22. 『不適切な関係』 2011年7月8日発売 ISBN 978-4537127614
23. 『孤独な夜の戦い』 2011年11月18日発売 ISBN 978-4537128086
24. 『汚された寝室』 2012年2月18日発売 ISBN 978-4537128598
25. 『人妻玩具』 2012年5月9日発売 ISBN 978-4537128840
26. 『感じる肉体（からだ）』 2012年8月20日発売 ISBN 978-4537129236
27. 『Sの父』 2012年10月18日発売 ISBN 978-4537129427
28. 『Sの祈り Mの願い』 2012年11月28日発売 ISBN 978-4537129601
29. 『【第2章】新たなる悲劇』 2018年6月29日発売 ISBN 978-4537137644
30. 『【第2章】テレフォンレイプ』 2019年1月28日発売 ISBN 978-4537138733
31. 『【第2章】最後のメッセージ』 2020年7月29日発売 ISBN 978-4537142662

## SとM エクスタシー
新シリーズ。妻一筋の青年・森山正直を軸に、お色気描写を交えた愛憎劇が展開される。

### 単行本（エクスタシー）
※『…』内は単行本の副題。
1. 『嘘をつかない男』 2016年8月29日発売 ISBN 978-4537134759
2. 『死の花嫁』 2016年10月8日発売 ISBN 978-4537134933
3. 『女神』 2016年12月10日発売 ISBN　978-4537135190
4. 『昇天』 2017年2月9日発売 ISBN 978-4537135459
5. 『百獣の王』 2017年4月8日発売 ISBN 978-4537135701
6. 『決闘』 2017年6月8日発売 ISBN 978-4537135916
7. 『嘘をつく男』 2017年8月9日 ISBN 978-4537136135

## 映画
『SとM 劇場版』は、2010年3月13日に公開された日本映画。村生ミオ原作のコミック『SとM』の映画化作品。配給はユナイテッドエンタテインメント。
キャスト
- 天海沙耶：川村りか
- 戸田誠：小田井涼平
- 戸田佐和子：西本はるか
- 坪井咲子：蒼井そら
- 小坂慎吾：川連廣明
- 早川慎吾：山本剛史

スタッフ
- 監督：仰木豊
- 製作：山田浩貴
- 脚本：清水匡
- 音楽：元倉宏

## 新・SとM 劇場版
2013年7月13日公開。全4作。
キャスト
- 戸田佐和子：宮内知美
- 滝川静江：かでなれおん
- 戸田誠：井田國彦

スタッフ
監督：SHUN